# Gray Matter (Breaking Bad)
«Gray Matter» es el quinto episodio de la primera temporada de la serie de televisión estadounidense de drama Breaking Bad. Escrito por Patty Lin y dirigido por Tricia Brock, se emitió en AMC en los Estados Unidos y Canadá el 24 de febrero de 2008.

## Trama
Walt y Skyler asisten a una fiesta de cumpleaños de su conocido rico, Elliott Schwartz. Años antes, Walt y su entonces novia Gretchen habían formado una compañía llamada Gray Matter Technologies con Elliott, el nombre de la compañía derivado de mezclar los colores en sus apellidos, «White» («blanco» en inglés) y «Schwartz» («negro» en alemán) («Gray» es «gris» en inglés), pero Walt optó por vender su parte. Posteriormente, la compañía floreció gracias a las innovaciones de Walt, y Elliott se casó con Gretchen. Walt está tenso en la fiesta de cumpleaños debido a este pasado problemático. Cuando Elliott le ofrece un trabajo y le dice que Gray Matter tiene un excelente seguro de salud, Walt se da cuenta de que Skyler le contó a Elliott sobre su cáncer y se enoja con ella.
Después de una entrevista de trabajo fallida, Jesse le muestra a su amigo Badger la caravana que Walt y Jesse utilizan como laboratorio de metanfetamina. En el desierto, Jesse está frustrado porque no puede cocinar metanfetamina tan bien como Walt y tira su propio producto, para disgusto de Badger. Jesse cocina algunos lotes más, que eventualmente también tira. Badger y Jesse se pelean por la metanfetamina, y Jesse lo empuja fuera de la caravana y se aleja.
Durante el fin de semana, Walt Jr. y dos amigos están esperando afuera de una tienda, esperando que alguien les compre cerveza. Los amigos se escapan cuando Walt Jr. se acerca a un policía fuera de servicio. El policía le dice que recibió su «primera y última advertencia». Esto lleva a Skyler a realizar una intervención para Walt, donde dice que no entiende por qué Walt rechaza el tratamiento. Hank, Walt Jr. y Marie discuten sobre qué hacer: mientras Skyler y Walt Jr. quieren que él tome el tratamiento, Marie, y más tarde Hank, sienten que Walt debería tener la opción de rechazar el tratamiento si así lo desea. Walt termina la intervención diciendo que no hará el tratamiento.
A la mañana siguiente, Walt cambia de opinión y le dice a Skyler que hará el tratamiento y que se hará cargo del cheque de Elliott. Más tarde llama a Gretchen, diciéndole que tiene que aceptar el dinero. Walt dice que aprecia la oferta, pero miente y dice que su seguro ahora la cubrirá. Walt luego va a la casa de Jesse y le pregunta si quiere cocinar.

## Producción
El episodio fue escrito por Patty Lin y dirigido por Tricia Brock; se emitió por AMC en los Estados Unidos y Canadá el 24 de febrero de 2008.

## Recepción de la crítica
El episodio fue bien recibido. Seth Amitin de IGN le dio al episodio una calificación de 8.9 sobre 10. Donna Bowman de The A.V. Club le dio al episodio una A -.
Patty Lin, escritora del episodio recibió una nominación a los Premios WGA por Mejor Drama Episódico.